# Ülker Istanbul
Maillots
L'Ülker Istanbul était un club turc de basket-ball basé à Istanbul, fondé en 1993 par la société de sucreries et chocolateries Ülker. Avec son budget important, le club se forge rapidement un grand palmarès en Turquie, ce qui lui permet de jouer l'Euroligue. Fin 2006, auréolé d'un 4e titre de champion, le groupe Ülker décide néanmoins de déposer le bilan du club, alors qu’il n’y a aucun problème d’argent. Le groupe a finalement décidé de devenir actionnaire majoritaire de la section basket-ball du Fenerbahçe, la nouvelle entité étant renommée Fenerbahçe Ülker à partir de la saison 2006-2007.

## Palmarès
- Championnat de Turquie : 1995, 1998, 2001, 2006
- Coupe de Turquie : 2003, 2004
- Coupe du président de Turquie : 1995, 2001, 2003, 2004

## Joueurs célèbres ou marquants
- Tanoka Beard